# 1240 Centenaria
1240 Centenaria är en asteroid i huvudbältet som upptäcktes den 5 februari 1932 av den tyske astronomen Richard Schorr.  Asteroidens preliminära beteckning var 1932 CD. Asteroiden fick senare namn för att uppmärksamma 100-årsjubileet för Hamburg-observatoriet 1933.
Centenarias senaste periheliepassage skedde den 4 juli 2022. Dess rotationstid har beräknats till 11,29 timmar